# Tommaso Caputo
Tommaso Caputo (ur. 17 października 1950 w Afragola) – włoski duchowny katolicki, arcybiskup, prałat Pompejów od 2012.

## Życiorys
10 kwietnia 1974 otrzymał święcenia kapłańskie z rąk kard. Corrado Ursiego i został inkardynowany do archidiecezji Neapolu. Przez dwa lata pracował jako wikariusz, zaś w 1976 rozpoczął przygotowanie do służby dyplomatycznej na Papieskiej Akademii Kościelnej. Od 1980 był pracownikiem nuncjatur w Rwandzie (1980-1984), na Filipinach (1984-1987) i w Wenezueli (1987-1989). W 1989 został pracownikiem Sekretariatu Stanu. W latach 1993–2007 pełnił funkcję szefa protokołu dyplomatycznego Stolicy Apostolskiej.
3 września 2007 został mianowany przez Benedykta XVI nuncjuszem apostolskim na Malcie i w Libii oraz arcybiskupem tytularnym Otriculum. Sakry biskupiej 29 września 2007 udzielił mu papież Benedykt XVI.
Od 10 listopada 2012 jest arcybiskupem-prałatem Pompejów. W 2019 objął funkcję Asesora Zakonu Rycerskiego Grobu Bożego w Jerozolimie.